# Dirk Nowitzki
Dirk Werner Nowitzki (født 19. juni 1978 i Würzburg, Vesttyskland) er en tidligere tysk basketballspiller som tilbragte sin 21 år lange karriere for NBA-klubben Dallas Mavericks som varede fra han blev draftet i 1998 til han stoppede i 2019. Nowitzki er 14 gange All-Star, 12 gange All-NBA og 1 MVP og er 2011 NBA champion hvor han blev kåret til NBA Finals MVP. 

## Landshold
Nowitzki spillede for det tyske landshold, med hvem han i 2002 vandt bronze ved VM i USA, og i 2005 bronze ved EM i Serbien og Montenegro.